# 달사
달사(疸巳, ?~?)는 백제의 장수이다.

## 생애
550년, 1만의 군사를 이끌고 고구려의 도살성을 빼앗는 공을 세웠다.